# Hugo Schneider
Hugo P.M.J. Schneider (Roermond, 24 januari 1954) is een Nederlandse journalist en voormalig hoofdredacteur van verschillende regionale dagbladen.  

## Loopbaan
Schneider begon zijn journalistieke loopbaan in 1976 als sociaal-economisch redacteur op de Haagse redactie van de Volkskrant. In 1981 maakte hij de overstap naar de VARA en werd parlementair verslaggever voor de radioprogramma’s Dingen van de dag en In de Rooie Haan. In 1985 vertrok Schneider naar de NOS Radio, waar hij twee jaar eindredacteur was en presentator van Den Haag Vandaag, onderdeel van het NOS-radioprogramma Met het Oog op Morgen. In 1987 stapte hij over naar het tv-programma Den Haag Vandaag. Negen jaar later werd hij benoemd tot hoofdredacteur van de zender TV West, die op 2 november 1996 de eerste uitzending beleefde. In 2000 werd hij opgevolgd door Ron Fresen. 
Schneider was van 2000 tot 2005 hoofdredacteur van Haarlems Dagblad en IJmuider Courant. Vervolgens werd hij adjunct-hoofdredacteur van de regionale titels van Mediahuis Nederland (toen: Telegraaf Media Groep), die sinds de fusie met Noordhollands Dagblad in 2005 één redactie vormen, ook met Leidsch Dagblad en De Gooi- en Eemlander. In 2017 volgde hij Arjan Paans op als hoofdredacteur. Op 1 maart 2020 ging hij met pensioen. Corine de Vries volgde hem op.
Sinds 2015 is Schneider namens het Nederlands Genootschap van Hoofdredacteuren lid van de Raad voor de Journalistiek. Sinds december 2020 maakt hij deel uit van de selectiecommissie van het Zuid-Hollands Mediafonds, een provinciale subsidieverlener aan journalistieke producties.